# محمدرضا عارف در انتخابات ریاست‌جمهوری ایران (۱۳۹۲)
رقابت محمدرضا عارف در انتخابات ریاست جمهوری ۱۳۹۲ ایران، با ثبت نام وی در ۲۰ اردیبهشت آغاز شد، و با انصراف وی در ۲۰ خرداد، به نفع حسن روحانی خاتمه یافت .
عارف وزیر پست و تلگراف و تلفن در دولت اول سید محمد خاتمی و معاون اول دولت دوم بود.

## ستاد

پویش امیدستاد جوانان و دانشجویان عارف

- رئیس: جعفر توفیقی —وزیر علوم دولت اصلاحات—. وی در اواخر سال ۱۳۹۱به عنوان رئیس ستادانتخاباتی محمدرضا عارف منصوب شده بود.[۲]
- سخنگو: حسن رسولی—از اعضای هیئت‌مدیرهٔ بنیاد باران[۳]
- اقتصادی: طیب نیا

## نام‌نویسی
عارف پیش‌تر اعلام کرده بود در صورت کاندیدشدن خاتمی یا هاشمی، کاندید نخواهد شد ولی سرانجام با اعلام قبلی، در روز چهارم ثبت نام کاندیدهای ریاست جمهوری با حضور در ستاد انتخابات وزارت کشور با شعار «معیشت، منزلت و عقلانیت» ثبت نام خود را قطعی کرد.

## شعار انتخاباتی
شعار انتخاباتی دیگر او «زندگی آبرومندانه و شرافتمنداته در سایه کشورداری خردمندانه» است.
وی جزء ۸ نفری است که برای یازدهمین دوره ریاست جمهوری، از سوی شورای نگهبان تأیید صلاحیت شد.
عارف گفته‌است که رنگ سفید را به عنوان رنگ انتخاباتی خود برگزیده است.
ستاد انتخاباتی عارف با تأکید بر محوریت اصول اخلاقی در جریان انتخابات منشوری را در ده بند با عنوان منشور اخلاق انتخاباتی منتشر کرد که تأکید آن بر ضرورت رفتار در چارچوب قانون و گفتار صادقانه و تصمیم‌گیری بر مبنای عقلانیت است.

## برنامه‌ها
عارف حل گرانی و بحث اشتغال را اولویت اصلی می‌داند و در مورد برنامه‌هایش گفته‌است که برای رشد کشور برنامهٔ جامعی دارد که در فاز اول مهار تورم است و در این کار دولت دخالت می‌کند تا تورم کنترل شود. او برقراری انضباط مالی و جذب سرمایه را از برنامه‌های دیگرش عنوان کرده‌است. احیای سازمان مدیریت و برنامه‌ریزی را از اصلی‌ترین برنامه‌های کاری خود ذکر کرده‌است و گفته‌است توجه به توسعه گردشگری را در اولویت قرار خواهد داد و وعده داده است که سالانه ۱ میلیون شغل ایجاد کند که ۲۰۰هزار شغل آن از محل توسعه گردشگری خواهد بود.

## دیدگاه‌ها
عارف با دیدگاه‌های سید محمد خاتمی موافق است و خود را اصلاح‌طلب معرفی می‌کند. او در گفت‌گو با هفته‌نامهٔ مثلث گفته‌است: «در کل تفکر اصلاح‌طلبی را قبول دارم که آقای خاتمی آن را نماینده می‌کرد و منجر به دوم خرداد ۷۶ شد. اصلاح‌طلبی در داخل نظام و برای پاسداری از ارزش‌های و آرمان‌ها و اجرای کامل قانون اساسی است.» او همچنین خود را معتقد به خطوط قرمز معرفی می‌کند و می‌گوید باید در برخی موارد اجرایی در چارچوب نظام کوتاه آمد و در عین حال گفته‌است در صورت مورد قبول واقع شدن برنامه‌هایش از سوی مردم به هیچ احدی اجازهٔ عبور از خطوط قرمزش را نخواهد داد.
او نگاه اصلاح‌طلبی را میانه‌روی و اعتدال می‌داند و می‌گوید در منش اصلاح طلبان و شخصیتهایی همچون آقای خاتمی رودررویی با نظام هیچ‌گاه وجود نداشته‌است.

## نشست‌ها و وعده‌ها

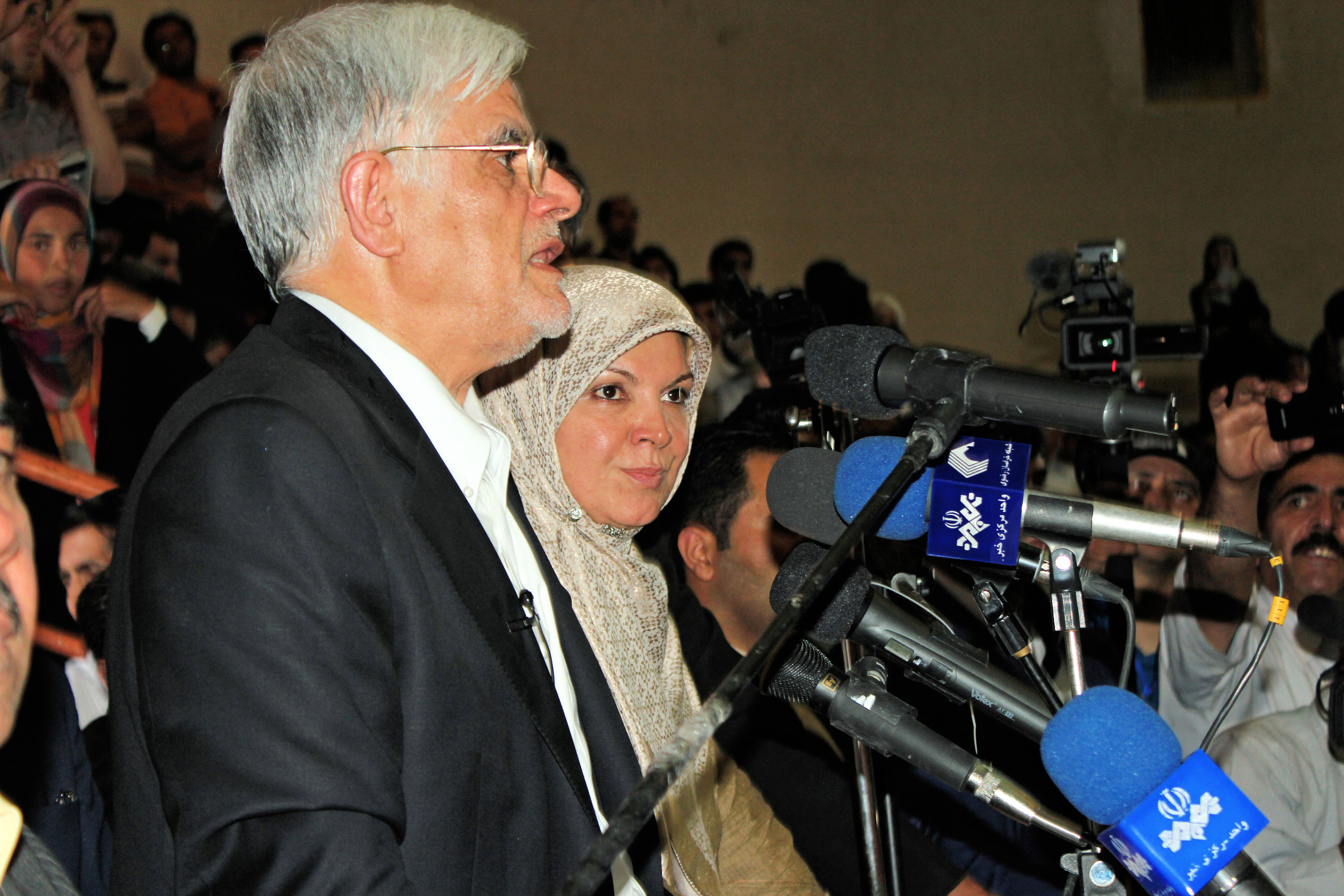
محمدرضا عارف و همسرش در سفر انتخاباتی مشهد تاریخ ۱۸ خرداد ۱۳۹۲

- محمدرضا عارف به مناسبت سالگرد حماسه دوم خرداد در یادداشتی در سایت شخصی‌اش با عنوان" از حماسه دوم خرداد ۷۶ تا حماسه خرداد ۹۲" ضمن بازخوانی حماسه دوم خرداد ۷۶ به نامگذاری امسال با عنوان حماسه سیاسی از سوی رهبر معظم انقلاب اشاره کرد و یادآور شد: حماسه سیاسی با حماسه انتخاب شایسته‌ترین فرد به سرانجام می‌رسد. وی افزود:دوم خرداد درس‌های زیادی برای آموختن دارد. آموختیم، اراده ملت بر هر اراده دیگری پیروز می‌شود. آموختیم رأی مردم حرف اول و آخر را می‌زند و رمز عبور از شب‌های طولانی، امیدواری به فرداهای روشن است. مطئمنم دیگربار شیرینی حماسه دوم خرداد ۷۶ با "حماسه سیاسی" امسال به کام ملت شریف ایران بازخواهد گشت. اگر امیدوار باشیم، صبور و مستحکم، دوم خرداد دیگری در راه است.[۱۲]
- محمدرضا عارف در گفتگوی تلویزیونی شبکه جام جم ضمن اظهار تاسف از عدم استفاده از ظرفیت‌های شخصیت‌هایی همچون آیت الله هاشمی رفسنجانی و سید محمد خاتمی در عرصه بین‌الملل گفت: اگر در انتخابات ریاست‌جمهوری پیروز شوم حتماً از ظرفیت و تجربیات جناب آقای خاتمی که پیام‌آور صلح در عرصه بین‌الملل هستند و همچنین توانایی‌ها و نفوذ آقای هاشمی در منطقه خاورمیانه و دیگر شخصیت‌های برجسته استفاده خواهم کرد.[۱۳]

اما این برنامه تبلیغاتی پس از گذشت ۳۰ دقیقه قطع شد. در لحاظات ابتدایی با پخش زیرنویس، مشکل صداگذاری در نوار فیلم برنامه عنوان شد ولی چند دقیقه بعد، مشکل فنی عنوان شد. اما با پایان یافتن مدت قانونی برنامه که یک ساعت بود، پخش مجدد این برنامه انجام نشد و برنامه نیمه‌کاره به پایان رسید. روز بعد محمد طلوعی، مدیر شبکه جام‌جم ضمن ابراز تاسف، مشکل در نوار ضبط شده را علت قطع برنامه تبلیغاتی عنوان کرد.

## کناره گیری
روز ۲۰ خرداد ۱۳۹۲ دبیرکل حزب کارگزاران از اجماع شورای مشورتی اصلاحات بر روحانی خبر داد. غلامحسین کرباسچی با اشاره به جلسات چند روز گذشته شورای مشورت اصلاحات دربارهٔ ائتلاف میان حسن روحانی و محمدرضا عارف اظهار کرد: اعضای شورای مشورتی در مورد حسن روحانی به اجماع رسیدند. البته تاکنون محمدرضا عارف دربارهٔ کناره‌گیری از انتخابات اعلام موضع نکرده‌است. بعد از ظهر همان روز در همایش تبلیغاتی حسن روحانی که در ارومیه برگزار شده بود، خبر کناره‌گیری عارف منتشر شد. در همان زمان جمعیت حامیان حسن روحانی با شعار «عارف، تشکر تشکر» حمایت خود را از این تصمیم اعلام کردند.
در ساعات آغازین شب ۲۱ خرداد، عارف با انتشار بیانیه‌ای اعلام کرد سید محمد خاتمی در نامه‌ای به او ادامهٔ حضورش را صلاح نمی‌داند، و او نیز به این دلیل انصراف خود را از کاندیداتوری اعلام کرد. ستادهای عارف در پی انصراف او به کار خود پایان دادند. عارف پس از آن که در روز ۲۴ خرداد رأی خود را به صندوق انداخت، اعلام کرد که به نفع حسن روحانی از رقابت‌ها کناره‌گیری کرده‌است. این اقدام عارف با واکنش مثبت اصلاح‌طلبان مواجه شد و ایشان به کرات از وی تشکر کردند. من‌جمله حضور سید محمد خاتمی، سید حسن خمینی و موسوی بجنوردی در منزل عارف و تشکر حضوری از وی. چند ماه بعد عارف در خصوص بیانیه انصرافش که در آن به حمایت از روحانی اشاره‌ای نشده بود، این چنین گفت: «تنظیم متن بیانیه انصراف با آگاهی کامل همراه بود و با همفکری با سایر همکاران در ستاد انتخاباتی، به عمد نامی از حسن روحانی نبردیم؛ زیرا در صورتی که به طور مشخص از وی حمایت می‌کردیم، مخالفان سیاسی اصلاحات در کشور، بر سر موضوع ضدیت با ایشان به توافق نظر و اتحاد می‌رسیدند و جایگاه ایشان تضعیف می‌شد. اما در شرایطی که نامی از کسی برده نشود، در حالیکه رای‌دهندگان اصلاح‌طلب به راحتی می‌توانستند تشخیص دهند که نزدیکترین فرد از بین سایر نامزدها به دیدگاه اصلاح‌طلبی، چه کسی خواهد بود، اصولگرایان نمی‌توانستند علیه وی موضعگیری کنند و پراکندگی آرای ایشان باقی خواهد ماند.»